# Новое (Токмакский район)
Но́вое (укр. Нове́) — село в Новенском сельском совете Токмакского района, Запорожской области Украины.
Код КОАТУУ — 2325282401. Население по переписи 2001 года составляло 735 человек.
Является административным центром Новенского сельского совета, в который, кроме того, входят сёла
Мирное,
Пшеничное,
Ровное,
Харьково и
Чистополье.
С 24 февраля 2022 под контролем Российской федерации 🇷🇺 

## Географическое положение
Село Новое примыкает к селу Харьково, на расстоянии в 2 км расположено село Червоногорка.
Рядом проходит автомобильная дорога Т-0409.

## История
- 1932 год — дата основания как поселок Зерносовхоз[2].
- В 1949 году переименован в село Лысая Гора.
- В 1958 году переименован в село Новое.

## Экономика
- Опытное хозяйство «Токмацкое» запорожской государственной исследовательской сельскохозяйственной станции.

## Объекты социальной сферы
- Школа.
- Детский сад.
- Дом культуры.
- Музыкальная школа.
- Врачебная амбулатория.

## Достопримечательности
- Братская могила 146 советских воинов.